# Mile Blažević Čađo
Mile Blažević Čađo (Dvor, 9. studenoga 1955. – Struga Banska, 26. srpnja 1991.), hrvatski policajac.
Blažević je u Domovinskom ratu podnio najveću žrtvu kad se opasan eksplozivom bacio na oklopni transporter pobunjenih Srba. U podvigu mu je pomagao Željko Filipović, policajac iz Zagreba. Svojim činom je spasio sumještane koje su pobunjeni Srbi koristili kao »živi štit«. Čađo je na dan pogíbije bio na straži, u rovu koji je udaljen dvadesetak metara od njegove kuće, u kojoj su tada bili njegova žena i djeca. Po riječima župnika Janka Bunića, njihov je čin osigurao vrijeme potrebno za izvlačenje ostalih mještana.
Po Blaževiću je ime dobio policijski ophodni brod (čamac), koji je dodijeljen Policijskoj upravi zadarskoj.

## Vanjske poveznice
- Večernji list Jakob Ivanković: Dva desetljeća herojske smrti policajca Mile Blaževića Čađe, 26. srpnja 2011.